# عامر أبي السباع
عامر أبي السباع بن حريز الملقب بالهامل هو جدُّ قبيلة أولاد أبي السباع المُنتَشرة في المغرب العربي كان عالمًا مُتَعبدًّا، اختار طريق الزُّهدِ، وتَحَلَّى بلباسِ الصُّوفِيَّةِ، كما اشتهرَ بالسِّيَّاحةِ والتِّجوَالِ، ووصفهُ الشيخُ البعقيلي بأنَّهُ: «شَيْخٌ كَبِيرٌ، عَالِمٌ صَالِحٌ».

## نسبه
إنَّ المصادر التاريخية المكتوبة بخصوص نسب عامر الهامل، تجمع على أنه ينحدر من الأدارسة مؤسسي أول دولة إسلامية بالمغرب الأقصى، وهو من أحد أقدم الأدارسة الأشراف الذي ذكر نسبهم في المخطوطات القديمة. وقد جاء ذكر له كجد للشرفاء السباعيين في «كتاب الإحياء بعد الإنساء - الجزء الثاني» لصاحبه «عبد الفتاح فتحي عبد الفتاح أبو حسن شكر» وفي كتاب «جامع الدرر البهية لأنساب القرشيين في البلاد الشامية» للكاتب «الشريف كمال الحوت الحسيني» رئيس جمعية السادة الأشراف في لبنان من تقديم عالم النسب الدكتور «محمد منير الشويكي الحسيني» المتوفى سنة 1397هـ/1976م  وفي كتاب «العقود اللؤلؤية في بعض انساب الأسر الحسنية الهاشمية بالمملكة العربية السعودية» لصاحبه السيد «الشريف محمد علي الحسيني»  وغيرهم كثير من الكتب والمخطوطات في المشرق العربي. ومن أقدم المصادر التاريخية التي ذكرت نسبه هي كالتالي:
أولا: «تأليف في أهل النسب النبوي رضي الله عنهم» مخطوط ينسب للشيخ عبد العظيم الزموري المتوفي سنة 900ه/1494م حيث يقول: «ذكر شرفاء أولاد بوسباع فجدهم عامر الملقب الهامل بن محمد بن عمران بن عبد الوهاب بن الحسن بن موسى بن ميمون  بن عيسى بن عثمان بن سعيد بن علي بن أحمد بن محمد بن إدريس بن إدريس بن عبد الله الكامل بن الحسن المثني بن الحسن بن علي بن أبي طالب كرّم الله وجهه».
وفي مخطوط «مختصر البيان في نسب آل عدنان» الذي ينسب لأحمد بن محمد بن جزي المتوفى سنة 785 هـ نجد ذكرا لعامر السباعي باعتباره أحد الأدارسة المنحدرين من عبد الله بن مولاي إدريس: «وفر إلى الساقية الحمراء سيدي عامر بن جابر  بن ميمون بن جابر بن محمد بن عبد الله بن إدريس بن إدريس بن عبد الله الكامل بن الحسن المثني بن الحسن بن علي رضي الله عنه عقب سبعة من أولاد بالسبع» كما نص عليه في كتاب «الأنوار وكنز الأسرار في نسب آل النبي المختار سنة 1300م » 
وفي القرن الحادي عشر الهجري/السابع عشر الميلادي نجد مخطوطا آخر تحت عنوان: «كتاب لمن أراد تعريف نسب المصطفى صلى الله عليه وسلم وسلالة النبوة» لمؤلفه الشيخ القاضي «أبو العباس أحمد بن الشيخ عبد الله البكري» حيث يقول عن عامر الهامل: «نسب الولي الصالح العالم المتعبد سيدنا عامر الهامل المكنى أبي السباع جد القبيلة المذكورة أعلاه ضمن أبناء سيدنا محمد بن إدريس، وهو: عامر بن حريز بن محرز بن عبد الله بن إبراهيم بن إدريس بن محمد بن يوسف بن زيد بن عبد النعيم بن عبد الواسع بن عبد الدائم بن عمر بن رزوق بن عبد الله بن سعيد بن عبد الرحمان بن سالم بن عزوز بن عبد الكريم بن خالد بن سعيد بن عبد الله بن زيد بن رحمون بن زكرياء بن محمد بن عبد الحميد بن علي بن محمد بن عبد الله بن محمد بن إدريس بن إدريس بن عبد الله الكامل بن الحسن المثنى بن الحسن السبط بن علي بن أبي طالب وفاطمة الزهراء بنت سيد الأولين والآرين صلى الله عليه وسلم.
وقال الديماني (ت1212هـ/1789م) في جزء من كتاب مخطوط له: «أبي السباع اسمه عامر بن إدريس وقبر أبيه إدريس بن إدريس بزرهون موضع بين فاس ومكناس وعرف بأبي السباع»
كما قام إمام المحدثين، الشيخ الحافظ أبي زيد السيوطي فقد نص عليه في تأليفه «شجرة الأنساب»، وفي كتاب؛«لب اللباب في تحرير الأنساب» والعلامة «أبي العباس السيد أحمد العشماوي» الذي كان حياً سنة 1142 هجري/ 1729م فقد ذكره في مؤلفه المفرد في ذكر الشرفاء وفي كتاب السلسلة الوافية والياقوتة الصافية في أنساب أهل البيت فيقول: «أولاد بن السبع وهم أولاد عامر الهامل وهم عرب يرحلون وينزلون فجدهم إسمه سيدي عامر بن عيسى الرضا بن موسى المرتضى بن عبد الله بن أبي جعفر الصادق بن محمد الناطق بن علي بن زين العابدين بن عبد الله بن حمزة بن إدريس بن إدريس بن عبد الله الكامل ابن الحسن المثني ابن الحسن السبط بن فاطمة الزهراء بنت رسول الله صلى الله عليه وسلم».
.وقد أكد المختار السوسي نسبه قائلا: «...ثم يرتفع إلى عامر الملقب أبي السباع، دفين جبل اضاض ميدني  بسوس  وهو من أهل القرن الثامن»
أما النسب المتفق عليه بالإجماع من الفقهاء وعلماء النسب لعامر أبي السباع هو:
عامر بن آحريز بن محرز بن عبد الله بن إبراهيم بن إدريس بن محمـد بن يوسف بن زيد بن عبد المنعم بن عبد الواسع بن عبد الدائم بن محمد بن سعيد بن عبد الرحمان بن سالم بن عزوز بن عبد الكريم بن خالد بن سعيد بن عبد المؤمن بن زيد بن رحمون بن زكرياء بن محمد بن عبد الحميد بن علي بن محمد بن عبد الله بن محمد بن إدريس الاصغر بن إدريس الأول بن عبد الله الكامل بن الحسن المثنى بن الحسن السبط بن علي بن ابي طالب رضي الله عنه.

## نشأته
نشأ عامر أبي السباع في عائلة علمية متدينة عريقة بفاس وحفظ القرآن الكريم، وضبط الفقه المالكي وعلم التوحيد في سن مبكرة بدار أبيه بمدينة فاس من أسرته الأدارسة.

## حياته
كانت له أول وجهة خارج مدينة فاس هي منطقة سوس الأقصى، كون زاوية صوفية توافد عليها الناس جزافا من كل مكان وزادت شهرته وذات صيته وعلى شأنه وكثر أتباعه، وكانت قبيلة البرابيش مسيطرة على ذلك الموضع؛ ولما رأوا كثرة الناس والأتباع وشهرة عامر، أرادوا التأكد والتيقن من صدق خبره فإما أن يتضح لهم صلاحه فيتبعوه ولا يكون أحد أقرب إليه منهم وإلا نفوه من أرضهم واستراحوا من أمره، فبُعث إليه وفدا من الفرسان (تسعة وتسعين في أغلب الروايات)، وأمرهم بامتحانه والتضييق عليه حتى تظهر منه كرامة وإلا أتوا به أسيرا إليه، فلما وصل الوفد رحب بهم أحسن ترحيبا، وأبدى لهم كل ما لديه من الضيافة والترحيب، ثم قدم لهم الطعام ما فيه كفايتهم لكنهم لم يرضوا بذلك وقالوا له: «لقد قصرت في ضيافتنا ولم تقدرنا حق قدرنا، والآن لا بد أن تذبح لكل واحد منا شاة وإلا سلبناك مالك، وأخذناك أسيرا إلى أميرنا».
فلما تبين قصدهـم وعرف مرادهم، صاح بأعلى صوته: «يا ميمون» فأحاطت بهم السباع من كل جانب، وصارت تناوشهم حتى لاذوا به، طوتعلقوا بأذياله وصاروا يتضرعون إليه، ثم قالوا له: «يا أبا السباع كف عنا سباعك فنحن تائبون إلى الله عما اقترفناه في حقك». عندئذ أمر عامر الهامل السباع فرجعت عنهم وذهبت إلى حال سبيلها. وكان ذلك الحادث سببا في تكنية عامر الهامل بأبي السباع إلا أن الروايات تتضارب حسب الرواة بصدد هذه الكنية الأخيرة (أي أبي السباع): فهناك من يقول بأن الأغنام هي التي استحالت سباعا بقدرة واحد أحد، وهناك من يزعم بأن ابنيه اعمر وعمران هما اللذان تصورا في صورة أسدين هائلين بينما صار ابنه محمد نمرا (ولذلك سمي بالنومر)، ولكن الحادثة في جوهرها ومضمونها من حيث أن السباع أنجدت عامر الهامل ضد قبيلة البرابيش تبقى واحدة عند جميع الرواة.

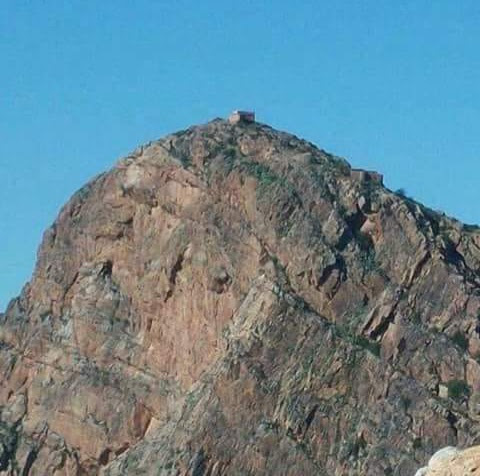
جبل أداد مدني حيث يوجد ضريح عامر الهامل أبي السباع.